# 克兰芝国家公墓
克蘭芝國家公墓（英語：Kranji State Cemetery）是新加坡的國家公墓，位於新加坡西北部的克蘭芝，毗鄰克蘭芝戰爭公墓。
公墓佔地約2英畝（8,100平方），專門安葬對新加坡作出重大貢獻的人士，由新加坡國家環境局負責管理。園內的戰爭墓區則由英联邦国殇纪念坟场管理委员会負責維護。

## 知名长眠者
- 尤索夫·伊萨（1910年－1970年）：新加坡第一任總統（1965年至1970年）
- 本杰明·亨利·薛尔思（1907年－1981年）：新加坡第二任總統（1971年至1981年）
- 努尔·艾莎（英语：Noor Aishah Mohammad Salim）（1933年－2025年）：新加坡首任第一夫人[1]，尤索夫·伊萨之妻